# Чемпіонат Європи з водних видів спорту 1993
Чемпіонат Європи з водних видів спорту 1993, 21-й за ліком, тривав з 3 до 8 серпня 1993 року в Ponds Forge International Sports Centre у Шеффілді (Велика Британія). Він відбувся під егідою Європейської ліги плавання. Розіграно нагороди з плавання (на довгій воді), плавання на відкритій воді, стрибків у воду, синхронного плавання (жінки) і водного поло. Змагання з плавання на відкритій воді відбулися 28 — 29 серпня в Празі (Чехія), а жіночий турнір з водного поло - в Лідсі.

## Таблиця медалей
*   Країна-господарка ( Велика Британія)
| Місце               | Країна              | Золото | Срібло | Бронза | Загалом |
| ------------------- | ------------------- | ------ | ------ | ------ | ------- |
| 1                   | Німеччина           | 15     | 6      | 8      | 29      |
| 2                   | Росія               | 12     | 12     | 5      | 29      |
| 3                   | Угорщина            | 6      | 4      | 2      | 12      |
| 4                   | Італія              | 3      | 2      | 2      | 7       |
| 5                   | Фінляндія           | 3      | 1      | 0      | 4       |
| 6                   | Франція             | 2      | 5      | 2      | 9       |
| 7                   | Велика Британія*    | 1      | 3      | 8      | 12      |
| 8                   | Нідерланди          | 1      | 3      | 3      | 7       |
| 9                   | Іспанія             | 1      | 1      | 3      | 5       |
| 10                  | Чехія               | 1      | 0      | 4      | 5       |
| 11                  | Бельгія             | 1      | 0      | 0      | 1       |
| 11                  | Польща              | 1      | 0      | 0      | 1       |
| 13                  | Швеція              | 0      | 6      | 3      | 9       |
| 14                  | Україна             | 0      | 1      | 2      | 3       |
| 15                  | Норвегія            | 0      | 1      | 1      | 2       |
| 16                  | Румунія             | 0      | 1      | 0      | 1       |
| 16                  | Словаччина          | 0      | 1      | 0      | 1       |
| 18                  | Білорусь            | 0      | 0      | 1      | 1       |
| 18                  | Литва               | 0      | 0      | 1      | 1       |
| 18                  | Словенія            | 0      | 0      | 1      | 1       |
| 18                  | Хорватія            | 0      | 0      | 1      | 1       |
| Загалом (21 збірна) | Загалом (21 збірна) | 47     | 47     | 47     | 141     |

## Плавання

### Чоловіки
| Дисципліна                      | Золото                                                                   | Срібло                                                                | Бронза                                                                |
| ------------------------------- | ------------------------------------------------------------------------ | --------------------------------------------------------------------- | --------------------------------------------------------------------- |
| 50 м вільним стилем             | Олександр Попов Росія                                                    | Крістоф Кальфаян Франція                                              | Раймундас Мажуоліс Литва                                              |
| 100 м вільним стилем            | Олександр Попов Росія                                                    | Томмі Вернер Швеція                                                   | Павло Хникін Україна                                                  |
| 200 м вільним стилем            | Антті Касвіо Фінляндія                                                   | Євген Садовий Росія                                                   | Андерс Гольмертц Швеція                                               |
| 400 м вільним стилем            | Антті Касвіо Фінляндія                                                   | Пол Палмер Велика Британія                                            | Андерс Гольмертц Швеція                                               |
| 1500 м вільним стилем           | Єрґ Гоффманн Німеччина                                                   | Себастьян Візе Німеччина                                              | Ігор Майцен Словенія                                                  |
| 100 м на спині                  | Мартін Лопес-Суберо Іспанія                                              | Володимир Сельков Росія                                               | Мартін Гарріс Велика Британія                                         |
| 200 м на спині                  | Володимир Сельков Росія                                                  | Мартін Лопес-Суберо Іспанія                                           | Емануеле Мерізі Італія                                                |
| 100 м брасом                    | Карой Гюттлер Угорщина                                                   | Нік Джиллінгем Велика Британія                                        | Віталій Кірінчук Росія                                                |
| 200 м брасом                    | Нік Джиллінгем Велика Британія                                           | Карой Гюттлер Угорщина                                                | Андрій Корнєєв Росія                                                  |
| 100 м батерфляєм                | Рафал Шукала Польща                                                      | Денис Панкратов Росія                                                 | Милош Милошевич Хорватія                                              |
| 200 м батерфляєм                | Денис Панкратов Росія                                                    | Франк Еспозіто Франція                                                | Кріс-Кароль Бремер Німеччина                                          |
| 200 м комплексом                | Яні Сієвінен Фінляндія                                                   | Аттіла Цене Угорщина                                                  | Хрістіан Келлер Німеччина                                             |
| 400 м комплексом                | Тамаш Дарньї Угорщина                                                    | Яні Сієвінен Фінляндія                                                | Марсел Вауда Нідерланди                                               |
| естафета 4×100 м вільним стилем | Росія Володимир Предкін Володимир Пишненко Євген Садовий Олександр Попов | Швеція Фредрік Лецлер Томмі Вернер Ларс Фреландер Андерс Гольмертц    | Німеччина Хрістіан Треґер Йохен Блюдау Штеффен Цеснер Бенґт Цікарскі  |
| естафета 4×200 м вільним стилем | Росія Дмитро Лепіков Володимир Пишненко Юрій Мухін Євген Садовий         | Німеччина Єрґ Гоффманн Хрістіан Треґер Хрістіан Келлер Штеффен Цеснер | Франція Крістоф Маршан Янн де Фабрік Ліонель Пуаро Крістоф Бордо      |
| естафета 4×100 м комплексом     | Росія Володимир Сельков Віталій Кірінчук Денис Панкратов Олександр Попов | Угорщина Тамаш Дойч Карой Гюттлер Петер Хорват Бела Сабадош           | Велика Британія Мартін Гарріс Нік Джиллінгем Майк Фіббенс Марк Фостер |

### Жінки
| Дисципліна                      | Золото                                                                          | Срібло                                                                      | Бронза                                                                      |
| ------------------------------- | ------------------------------------------------------------------------------- | --------------------------------------------------------------------------- | --------------------------------------------------------------------------- |
| 50 м вільним стилем             | Францишка ван Альмсік Німеччина                                                 | Лінда Олофссон Швеція                                                       | Інге де Бройн Нідерланди                                                    |
| 100 м вільним стилем            | Францишка ван Альмсік Німеччина                                                 | Мартіна Моравцова Словаччина                                                | Катрін Плевінскі Франція                                                    |
| 200 м вільним стилем            | Францишка ван Альмсік Німеччина                                                 | Ліліана Добреску Румунія                                                    | Карен Пікерінґ Велика Британія                                              |
| 400 м вільним стилем            | Даґмар Газе Німеччина                                                           | Керстін Кільґас Німеччина                                                   | Ірене Далбю Norway                                                          |
| 800 м вільним стилем            | Яна Генке Німеччина                                                             | Ірене Далбю Norway                                                          | Ольга Шпліхалова Чехія                                                      |
| 100 м на спині                  | Крістіна Егерсегі Угорщина                                                      | Ніна Живаневська Росія                                                      | Зандра Фелкер Німеччина                                                     |
| 200 м на спині                  | Крістіна Егерсегі Угорщина                                                      | Лоренца Вігарані Італія                                                     | Ніна Живаневська Росія                                                      |
| 100 м брасом                    | Зільвія Ґераш Німеччина                                                         | Світлана Бондаренко Україна                                                 | Олена Рудковська Білорусь                                                   |
| 200 м брасом                    | Бріжитт Бекю Бельгія                                                            | Анна Нікітіна Росія                                                         | Марі Гардімен Велика Британія                                               |
| 100 м батерфляєм                | Катрін Плевінскі Франція                                                        | Францишка ван Альмсік Німеччина                                             | Беттіна Устровскі Німеччина                                                 |
| 200 м батерфляєм                | Крістіна Егерсегі Угорщина                                                      | Катрін Єке Німеччина                                                        | Барбара Франко Іспанія                                                      |
| 200 м комплексом                | Даніела Гунґер Німеччина                                                        | Дар'я Шмельова Росія                                                        | Сільвія Парера Іспанія                                                      |
| 400 м комплексом                | Крістіна Егерсегі Угорщина                                                      | Дар'я Шмельова Росія                                                        | Гана Черна Чехія                                                            |
| естафета 4×100 м вільним стилем | Німеччина Францишка ван Альмсік Керстін Кільґас Мануела Штельмах Даніела Гунґер | Швеція Еллен Свенссон Лінда Олофссон Луїза Єнке Малін Нільссон              | Росія Світлана Лешукова Наталія Мещерякова Ольга Кириченко Ніна Живаневська |
| естафета 4×200 м вільним стилем | Німеччина Керстін Кільґас Зімоне Озіґус Францишка ван Альмсік Даґмар Газе       | Швеція Луїза Єнке Маґдалена Шульц Тересе Лундін Малін Нільссон              | Велика Британія Сара Гардкасл Деббі Армітедж Клер Гаддарт Карен Пікерінґ    |
| естафета 4×100 м комплексом     | Німеччина Зандра Фелкер Зільвія Ґераш Беттіна Устровскі Францишка ван Альмсік   | Росія Ніна Живаневська Ольга Прохорова Світлана Поздєєва Наталія Мещерякова | Велика Британія Кеті Ошер Джеймі Кінґ Нікола Кеннеді Карен Пікерінґ         |

## Плавання на відкритій воді

### Чоловіки
| Дисципліна              | Золото                 | Срібло                | Бронза               |
| ----------------------- | ---------------------- | --------------------- | -------------------- |
| 5 км на відкритій воді  | Марко Форментіні (ITA) | Клаудіо Каргаро (ITA) | Алекс Гавранек (CZE) |
| 25 км на відкритій воді | Даріо Тарабой (ITA)    | Ганс ван Ґор (NED)    | Аттіла Мольнар (HUN) |

### Жінки
| Дисципліна              | Золото                 | Срібло               | Бронза             |
| ----------------------- | ---------------------- | -------------------- | ------------------ |
| 5 км на відкритій воді  | Ольга Шпліхалова (CZE) | Карла Ґертс (NED)    | Ева Новакова (CZE) |
| 25 км на відкритій воді | Анн Шаньйо (FRA)       | Ґеа Велдгейзен (NED) | Ванді Катер (NED)  |

## Стрибки у воду

### Чоловіки
| Дисципліна    | Золото                | Срібло                       | Бронза                  |
| ------------- | --------------------- | ---------------------------- | ----------------------- |
| Трамплін, 1 м | Петер Белер Німеччина | Йоакім Андерссон Швеція      | Боріс Ліцов Німеччина   |
| Трамплін, 3 м | Ян Гемпель Німеччина  | Дмитро Саутін Росія          | Йоакім Андерссон Швеція |
| Вишка, 10 м   | Дмитро Саутін Росія   | Боббі Морґан Велика Британія | Ян Гемпель Німеччина    |

### Жінки
| Дисципліна    | Золото                  | Срібло              | Бронза               |
| ------------- | ----------------------- | ------------------- | -------------------- |
| Трамплін, 1 м | Зімона Кох Німеччина    | Ірина Лашко Росія   | Віра Ільїна Росія    |
| Трамплін, 3 м | Бріта Бальдус Німеччина | Віра Ільїна Росія   | Зімона Кох Німеччина |
| Вишка, 10 м   | Світлана Хохлова Росія  | Уте Веціґ Німеччина | Олена Жупіна Україна |

## Синхронне плавання
| Дисципліна | Золото | Срібло | Бронза |
| ---------- | --- | --- | --- |
| Соло       | Ольга Сєдакова Росія | Маріанн Ешбахер Франція                                                                                             | Керрі Шеклок Велика Британія                                                                                                |
| Дуети      | Ольга Сєдакова Анна Козлова Росія                                                                                             | Маріанн Ешбахер Селін Левек Франція                                                                                 | Керрі Шеклок Лайла Вакіл Велика Британія                                                                                    |
| Групи      | Олена Азарова Ольга Бруснікіна Наталія Груздьова Анна Козлова Ганна Максимова Олена Нікашина Ольга Новокщонова Ольга Сєдакова | Маріанн Ешбахер Селін Левек Міріам Ліньйо Ізабель Манабль Дельфін Марешаль Шарлотт Массардьє Магалі Ратьє Ева Ріффе | Джада Баллан Джованна Бурландо Джорджа Канале Мануела Карніні Мауріція Чекконі Паола Челлі Роберта Фарінеллі Сімона Рікотта |

## Водне поло

### Командна першість (чоловіки)
| Дисципліна        | Золото | Срібло   | Бронза  |
| ----------------- | ------ | -------- | ------- |
| Командна першість | Італія | Угорщина | Іспанія |

### Командна першість (жінки)
| Дисципліна        | Золото     | Срібло | Бронза   |
| ----------------- | ---------- | ------ | -------- |
| Командна першість | Нідерланди | Росія  | Угорщина |